# Żółwia Błoć (gmina)
Żółwia Błoć (do 1946 Zalesie) – dawna gmina wiejska istniejąca w latach 1945–1954 w woj. szczecińskim (dzisiejsze woj. zachodniopomorskie). Siedzibą władz gminy była Żółwia Błoć.
Gmina o nazwie Zalesie powstała w czerwcu 1945 na terenie tzw. Ziem Odzyskanych (tzw. III okręg administracyjny – Pomorze Zachodnie), jako jedna z 12 gmin zbiorowych, na które podzielono powiat nowogardzki. 28 czerwca 1946 gmina weszła w skład nowo utworzonego woj. szczecińskiego.
Według stanu z 1 lipca 1952 gmina Żółwia Błoć składała się z 10 gromad: Białuń, Glewice, Kąty, Krępsko, Łaniewo, Marszewo, Miękowo, Modrzewie, Zdżary i Żółwia Błoć. Gmina została zniesiona 29 września 1954 wraz z reformą wprowadzającą gromady w miejsce gmin. Jednostki nie przywrócono 1 stycznia 1973 wraz z kolejną reformą reaktywującą gminy, a jej dawny obszar wszedł głównie w skład nowej gminy Goleniów.